# SpVgg 07 Elversberg Saar
SpVgg 07 Elversberg Saar é uma agremiação esportiva alemã, fundada em 1907, sediada em Spiesen-Elversberg, no Sarre.

## História
O clube foi fundado com o nome de FC Germania Elversberg. Foi dissolvido em 1914 e depois reconstituído em 1918 com o nome de Sportvereinigung VfB Elversberg.
Em 1921-1922, participou da Kreisliga Saar. Após a Segunda Guerra Mundial uma série de associações locais se reuniram para formar o Sportgemeinde Elversberg. De 1951 a 1960 o SV disputou a Saarland Amateurliga (III).
Em seguida, teve momentos de crises e terminou jogando entre os diletantes, mas em 1980 retornou à Amateur Oberliga Südwest (III), na qual se manteve por sete temporadas.
Depois, por dez anos, alternou participações na Saar Verbandsliga (IV) e a Saarland Landesliga/Nordost (V), antes de chegar à Regionalliga. De 1998 a 2008 participou da Regionalliga Süd (III), enquanto a partir de 2008-2009 se transferiu para a Regionalliga West. A equipe reserva disputa a Oberliga.

## Elenco atual
- Atualizado até 4 de julho de 2025 [1][2]

Nota: Bandeiras indicam equipe nacional, conforme definido pelas regras de elegibilidade da FIFA. Os jogadores podem ter mais de uma nacionalidade não-FIFA.
| N.º |           | Posição | Jogador                |
| --- | --------- | ------- | ---------------------- |
| 1   | Alemanha  | G       | Frank Lehmann          |
| 2   | Tailândia | D       | Nicholas Mickelson     |
| 3   | França    | D       | Florian Le Joncour     |
| 4   | Alemanha  | D       | Kevin Conrad (captain) |
| 5   | Alemanha  | D       | Laurin von Piechowski  |
| 6   | Alemanha  | M       | Patryk Dragon          |
| 7   | Alemanha  | M       | Manuel Feil            |
| 8   | Alemanha  | M       | Felix Müller           |
| 9   | Kosovo    | A       | Valdrin Mustafa        |
| 10  | Turquia   | M       | Sinan Tekerci          |
| 11  | Alemanha  | M       | Nico Karger            |
| 13  | Portugal  | D       | Marcel Correia         |
| 14  | Alemanha  | D       | Robin Fellhauer        |
| 17  | Alemanha  | D       | Tobias Mißner          |

| N.º |                 | Posição | Jogador                 |
| --- | --------------- | ------- | ----------------------- |
| 18  | Alemanha        | M       | Semih Sahin             |
| 20  | Áustria         | G       | Nicolas Kristof         |
| 21  | Alemanha        | M       | Eros Dacaj              |
| 22  | Espanha         | M       | Israel Suero Fernández  |
| 23  | Alemanha        | M       | Carlo Sickinger         |
| 24  | Alemanha        | A       | Luca Schnellbacher      |
| 25  | Alemanha        | M       | Sebastian Saftig        |
| 26  | França          | M       | Charles-Elie Laprévotte |
| 29  | Alemanha        | M       | Anton Ziegler           |
| 30  | Costa do Marfim | A       | Kevin Koffi             |
| 31  | Alemanha        | M       | Thore Jacobsen          |
| 33  | Alemanha        | D       | Maurice Neubauer        |

## Títulos
- 3. Liga: 2022-23
- Regionalliga Südwest: 2016-17, 2021-22;
- Saarlandliga: 2018–19 (Time B)
- Oberliga Südwest (IV): 1995-96, 1997-98;
- Verbandsliga Saarland (IV): 1979-80, 1993-94, 2007-08 (Time B);
- Saarland Cup: 2008-09, 2009-10, 2014-15, 2017-18, 2019-20, 2020-21, 2021-22, 2022-23

## Temporadas recentes

Escudo usado entre 2015 e 2021

| Temporada | Divisão                         | Posição |
| 1999-2000 | Regionalliga West/Südwest (III) | 12ª     |
| 2000-01   | Regionalliga Süd (III)          | 14ª     |
| 2001-02   | Regionalliga Süd                | 11ª     |
| 2002-03   | Regionalliga Süd                | 14ª     |
| 2003-04   | Regionalliga Süd                | 12ª     |
| 2004-05   | Regionalliga Süd                | 10ª     |
| 2005-06   | Regionalliga Süd                | 9ª      |
| 2006-07   | Regionalliga Süd                | 9ª      |
| 2007-08   | Regionalliga Süd                | 15ª     |
| 2008-09   | Regionalliga West (IV)          | 11ª     |
| 2009-10   | Regionalliga West               | 7ª      |
| 2010-11   | Regionalliga West               | 12ª     |
| 2011-12   | Regionalliga West               | 13ª     |